# Петрото
Петрото (грч. Πετρωτό) је насељено место у општини Даутбал у периферији Средишња Македонија, Грчка. Према попису из 2021. године било је 239 становника.
Према бугарском географу и историчару, Василу Канчову, у Петроту је 1900. године живело 120 Турака. Године 1924. турско становништво је принудно исељено у Турску а на њихово место је насељено 18 грчких избегличких породица из Турске. На попису из 1928. године Петрото је имало 42 становника. Због досељавања других колониста село 1940. бележи пораст становништва на 165. Село се раније звало Јени Махала.